# قصر غياض
قصر غياض قصر تاريخي يقع في غرب بلدة قفار في حائل وتعود ملكيتهُ إلى قبائل بني تميم حيث اُستُخدم في صد وردع الحملات العثمانية على بلاد حائل ونجد. كما تُعد قُفار هي عاصمة بني تميم في منطقة حائل

## قصر غياض والحملات التركية على بلاد حائل ونجد
- ذكر الأمير 'ضاري بن فهيد آل رشيد في كتابه : أن عيسى بن عبيد الله آل علي طلب عسكر من خورشيد باشا على أمل أن يستعيد إمارة أجداده في حايل فأعطاه 500 عسكري نظامي فهجم على حائل التي كان فيها عبد الله بن علي الرشيد عامل الدولة السعودية الثانية فما كان من عبد الله إلى أن فر هارباً حتى نزل على بني تميم في بلدهم قفار وكان زعيمهم الأمير حُميّر بن فريح بن عيادة التميمي وكان رجل قوي وخشن فقام بإخفاء عبد الله ومن معه من أسرته آل رشيد في مخزن قصر غياض المشهور هو ومن معه من أسرته ووعده بالنصرة فلما علم عيسى بن علي بذلك غضب وهجم على قفار ومعه العساكر التركية فلم يحصل على شيء لقوة أهلها وثابتهم ولم يلبثوا إلا أياماً قلائل حتى خرج عليهم بني تميم وأرجفوا فيهم وقاموا بإجلائهم عن قفار وحائل ثم خرج عبد الله بن رشيد وعاد إلى حائل وأستتب له الأمر في حائل[3]

## اثار القصر
من أهم الأثار البرج الذي يحمل اسم القصر، ويوجد في مدينة حائل العديد من الأحياء التي تزخر بالمياني التقليدية مثل: مغيضة، وسرحة، ولبدة، والعلياء. ويوجد حول القصر أيضاً بعض الآبار المهدمة والمردومة.

## انظر ايضاً
- حائل
- قصر برزان

## وصلات خارجية
- قفار حكاية حاضرة تحولت إلى أطلال.